# 林鐄
林鐄，字世坚，福建福州府怀安县人，明朝政治人物。

## 生平
成化十六年（1480年），福建庚子乡试中舉。成化十七年（1481年），聯捷辛丑科進士，任户部郎中，湖广参议，改贵州参议。

## 家族
曾祖林原珪；祖父林順，封監察御史；父林璟，州同知。母張氏（封孺人）。